# Epermenia aequidentellus
Epermenia aequidentellus is een vlinder uit de familie borstelmotten (Epermeniidae). De wetenschappelijke naam is voor het eerst geldig gepubliceerd in 1867 door E. Hofmann.
De soort komt voor in Europa.